# The Oracle
The Oracle, antes conhecido como Saints & Sinners, é o quinto álbum de estúdio da banda americana de metal Godsmack, lançado nos Estados Unidos em 4 de maio de 2010. The Oracle é o primeiro álbum da banda a ter sido produzido por Dave Fortman. Este álbum foi o primeiro a ter sido lançado desde 2006, sendo o último IV. O espaço de tempo de quatro anos entre o quarto álbum e The Oracle foi o maior entre álbuns de estúdio da carreira de Godsmack.

## Faixas
Todas as letras escritas por Sully Erna, todas as músicas compostas por Godsmack.
| Edição padrão de disco único |                             |         |  |
| N.º                          | Título                      | Duração |  |
| 1.                           | "Cryin' Like a Bitch"       | 3:23    |  |
| 2.                           | "Saints and Sinners"        | 4:09    |  |
| 3.                           | "War and Peace"             | 3:09    |  |
| 4.                           | "Love-Hate-Sex-Pain"        | 5:15    |  |
| 5.                           | "What If"                   | 6:35    |  |
| 6.                           | "Devil's Swing"             | 3:30    |  |
| 7.                           | "Good Day to Die"           | 3:55    |  |
| 8.                           | "Forever Shamed"            | 3:23    |  |
| 9.                           | "Shadow of a Soul"          | 4:44    |  |
| 10.                          | "The Oracle" (Instrumental) | 6:22    |  |

| Edições limitadas / de luxo |                                        |         |  |
| N.º                         | Título                                 | Duração |  |
| 11.                         | "Whiskey Hangover"                     | 3:47    |  |
| 12.                         | "I Blame You"                          | 3:08    |  |
| 13.                         | "The Departed" (Faixa bônus do iTunes) | 5:52    |  |

## Tabelas musicias
The Oracle é o primeiro álbum de uma banda de hard rock a chegar ao número um nas paradas de sucesso de 2010,  vendendo 117.500 cópias na sua primeira semana de vendas, se tornando o terceiro álbum consecutivo da banda a alcançar o topo das paradas,  e fazendo do Godsmack a sétima banda de rock band a chegar a número #1 com três álbuns de estúdio consecutivos. No Canadá, The Oracle estreou em segundo lugar, vendendo perto de 7.000 cópias. O álbum anterior da banda, IV, tinha ficado em quarto lugar em 2006. Desde o seu lançamento em 4 de maio, The Oracle vendeu mais de 350 mil cópias em solo americano.
Digitalmente, o álbum ficou no topo das vendas do iTunes, vendendo quase 23.000 cópias.
| Tabelas (2010)               | Melhor posição | Ref.   |
| ---------------------------- | -------------- | ------ |
| Alemanha Albums Chart        | 72             | [ 10 ] |
| Billboard 200                | 1              | [ 5 ]  |
| Billboard Rock Albums        | 1              | [ 5 ]  |
| Billboard Digital Albums     | 1              | [ 5 ]  |
| Billboard Alternative Albums | 1              | [ 5 ]  |
| Billboard Hard Rock Albums   | 1              | [ 5 ]  |
| Canadá Albums Chart          | 2              | [ 5 ]  |
| Grécia Albums Chart          | 11             | [ 11 ] |